# 阮匐
阮匐（越南语：／；924年—979年），越南丁朝開國宰相，獲丁朝開國君主丁部領封為「定國公」。979年，起兵征討大將黎桓（後來創立前黎朝的奪位者），最終不敵被殺。

## 生平
阮匐為10世紀時期越南華閭人。10世紀中期，越南（當時國土相當於現時北部）處於十二使君等勢力割據的狀態，阮匐為華閭地區割據者丁部領的手下。在討伐十二使君的過程中，阮匐亦參與其事，常擔任先鋒，消滅阮超、矯順、阮守捷、阮寬、呂唐、李珪等勢力，成功協助丁部領統一全國，創立帝業，是為丁朝。丁朝開國後，到971年（丁太平二年），皇帝丁部領制定文武官員及僧道階品，授阮匐為「定國公」。
其後，阮匐在丁朝朝廷中具有相當的重要性。979年（丁太平十年）農曆十月，丁部領與長子丁璉被祗候內人杜釋所殺，阮匐得悉後馬上捕斬杜釋，並與十道將軍黎桓等大臣，奉丁部領次子丁璿為新君。
丁璿登位時年僅六歲，母后楊氏與黎桓私通，而黎桓則自稱「副王」，控制朝政大權。阮匐與丁佃、范盍等擔心黎桓將對幼君不利，因而起兵討伐黎桓。黎桓迎擊阮匐等於愛州（今越南清化），阮匐等初戰不利，再調動舟師出戰，又被黎桓用火攻擊潰，丁佃戰死，阮匐被俘，送到京師（即華閭），被黎桓大罵：「先帝（指丁部領）罹難，神人尚為憤羞，汝為臣子，乃乘其喪亂，背義興兵，臣子之職，固如是乎？」遂將阮匐處死。其餘反黎桓的勢力不久亦被殲滅。到980年，黎桓奪位，另建新政權，是為前黎朝。
在阮朝時期，有文獻指阮匐為阮朝皇族的先世。

## 評價
阮匐被其政敵黎桓指為「背義興兵」，而在後黎朝的史家吳士連則同情阮匐，認為他既然「位居首相」，因此「其起兵非稱亂也，一心左袒為丁氏也，誅桓不克而死，死得其所矣」。